# Havndal
Havndal is een plaats in de Deense regio Midden-Jutland, gemeente Randers, en telt 853 inwoners (2008).